# Дегтярь, Алексей Степанович
Алексей Степанович Дегтярь по прозвищу Макет (14 марта 1966, Саратов) — советский и украинский музыкант, композитор. Основатель и лидер группы «Ivanov Down».

## Биография
Родился 14 марта 1966 года в Саратове, в семье военнослужащих.
Алексей «Макет» Дегтярь закончил Киевский институт музыки имени Р. М. Глиера , по классу баяна. Вначале 90-х стал известным своим участием в группе «Ivanov Down». Группа, возникшая из глубин андеграунда, ярко вспыхнула перед лицом узкого круга слушателей.
В 1991 году в Киеве культура без всяких денежных вливаний совершала очень мощное подземное движение, которое рано или поздно должно было вырваться наружу, и Макет предложил свою звуковую дорожку к механическому апокалипсису, демонстрируя чистую разрушительную энергию.
Это не были песни в привычном понимании, а скорее завоевание пространства. «Даун-рок» разум людей не мог абсорбировать.
Их дебютное выступление на фестивале "Ёлки-Палки-90" привлекло особое внимание любителей психоделической, отчасти даже галлюциногенной музыки, и они мгновенно превратились в звезд.
Дадаистическая музыка «Ivanov Down» была замечена в Европе и за океаном. Их композиции издавались в различных западных сборниках альтернативной рок-музыки, также они вошли в российский сборник «100 магнитоальбомов советского рока».
Воплощаясь в различных проектах: от авангардных и танцевальных (DJMaket, дуэт Maket&Allegra) до вполне коммерческих (Maket&DownTown, звуковые дорожки к рекламным роликам).
В 2008 году Алексей дебютировал в роли композитора полнометражных фильмов.
Летом 2012 года группа «Ivanov Down» выступила в Мыстецком Арсенале, на закрытии Первого Киевского международного биеннале современного искусства.

## Дискография
- 1991 Best Urban Technical Noises
- 1991 ID/CD
- 1995 Live in Berlin (sound by Rainer Lingk «Die Haut»)
- 1995 Sansidaba
- 2000 Planets
- 2002 Artifact
- 2004 Mono Liza
- 2007 Cyberia
- 2010 Killing Power
- 2018 Bang

Саундтреки к фильмам
- 2008 Тревожный отпуск адвоката Лариной ( реж. А. Стеколенко)
- 2009 Однажды я проснусь (реж. М. Кондратьева)
- 2009 Ползет змея (реж. М. Бернадский)
- 2011 Треск (реж. В. Конисевич)

Саундтреки к рекламе
С 2000-х годов сотрудничает с украинскими рекламными агентствами, такими как Saatchi&Saatchi, Bates и др.
- 2008 телевизионная программа о моде - «Неделя моды с Дарьей Шаповаловой»
- 2008 Проморолик для передачи на телеканале Интер "Свобода на Интере"
- 2011 Заставка для информационной программы «Факты», на телеканале ICTV